# Хлопчик і дівчинка (фільм, 1966)
«Хлопчик і дівчинка» — радянський кольоровий художній фільм, поставлений на кіностудії «Ленфільм» в 1966 році режисером Юлієм Файтом за однойменною повістю Віри Панової.

## Сюжет
Вісімнадцятирічний головний герой (хлопчик), закінчивши школу, приїжджає по путівці до Криму і поселяється в санаторії. Під час відпочинку він знайомиться зі своєю одноліткою — молоденькою привабливою дівчинкою-офіціанткою. На першому ж побаченні вони цілуються. У них зав'язуються стосунки. Вони багато гуляють, купаються в морі, насолоджуються життям. Але приходить кінець відпустки, і головному герою треба повертатися в Москву. Дівчина важко переживає цю розлуку, але коханий обіцяє їй писати. Проходить місяць, другий, третій, але вона так нічого і не отримує. Крім того, виявляється, що вона чекає від нього дитину. Тим часом хлопчик, перебуваючи вдома, кілька разів намагається написати дівчинці, але, зіпсувавши кілька аркушів паперу, викидає їх в сміттєву корзину. Ну, а в південному містечку у дівчинки нарешті народжується дитина. Їй дуже самотньо і важко. Щасливого кінця в фільмі немає, є лише боязка надія…

## У ролях
- Наталія Богунова —  дівчинка  (роль озвучила Інна Гула)
- Микола Бурляєв —  хлопчик
- Антоніна Бендова —  Таня
- Тамара Коновалова —  Надя
- Павло Кормунін —  витівник
- Валентина Чемберг —  дієтсестра
- Людмила Шагалова —  жінка в кімоно
- Єлизавета Уварова —  нянечка в пологовому будинку
- Лариса Буркова —  офіціантка в санаторії
- В. Бичков —  епізод
- О. Гавриленко —  епізод
- Микола Губенко —  пасажир з гітарою, попутник хлопчика
- Петро Горін —  батько хлопчика
- Павло Кашлаков —  Петя, солдат
- Іван Кузнецов —  полковник
- Віра Ліпсток —  мати хлопчика
- Любов Малиновська —  дружина полковника
- Олександр Янкевський — епізод
- Ірина Куберська —  студентка, подруга
- Микола Мельников —  приятель хлопчика
- Олександр Суснін — батько біля пологового будинку
- Геннадій Шпаліков —  дядечко з самоваром

## Знімальна група
- Сценарій —  Віра Панова
- Постановка —  Юлій Файт
- Головний оператор —  Володимир Чумак
- Головний художник —  Олексій Рудяков
- Режисер — О. Квініхідзе
- Оператор — В. Комаров
- Композитор —  Борис Чайковський
- Звукооператор —  Володимир Яковлєв
- Текст пісень —  Геннадій Шпаліков
- Редактор —  Хейлі Елкен
- Монтаж —  Євгенія Маханькова
- Костюми — Н. Курнікова
- Грим — С. Смирнова
- Асистенти: 
 режисера — Я. Нахамчук, В. Сергєєв 
 оператора — Ю. Воронцов, Ф. Тотров 
 монтажера — Є. Верещагіна
- Директор картини —  Тамара Самознаєва